# Milán-San Remo 1989
La Milán-San Remo 1989 fue la 80.º edición de la Milán-San Remo. La carrera se disputó el 18 de marzo de 1989, siendo el vencedor final el francés Laurent Fignon, que de esta manera consiguió su segounda victoria consecutiva en esta tradicional clásica de primavera. Fignon se impuso en solitario por delante del holandés Frans Maassen y el italiano Adriano Baffi.

## Clasificación final
| Pos. | Ciclista            | Equipo               | Tiempo     |
| ---- | ------------------- | -------------------- | ---------- |
| 1    | Laurent Fignon      | Super U-Raleigh-Fiat | 7h 08' 19" |
| 2    | Frans Maassen       | Superconfex-Yoko     | + 7"       |
| 3    | Adriano Baffi       | Ceramiche Ariostea   | + 30"      |
| 4    | Ronan Pensec        | Z-Peugeot            | m. t.      |
| 5    | Sean Kelly          | PDM-Concorde-Ultima  | m. t.      |
| 6    | Danilo Gioia        | Atala-Campagnolo     | m. t.      |
| 7    | Rudy Dhaenens       | PDM-Concorde-Ultima  | m. t.      |
| 8    | Gérard Rué          | Super U-Raleigh-Fiat | m. t.      |
| 9    | Giuseppe Calcaterra | Atala-Campagnolo     | m. t.      |
| 10   | Etienne de Wilde    | Histor-Sigma         | m. t.      |